# Jean-Baptiste Brasseur
Jean-Baptiste Brasseur   (Esch-sur-Alzette, 21 de juny de 1802 - Lieja, 13 de maig de 1868) fou un matemàtic luxemburguès que va donar classes a Bèlgica.

## Vida i Obra
Després d'estudiar a l'Ateneu de Luxemburg, va ingressar a la universitat de Lieja el 1824 on es va doctorar en ciències el 1829. Va passar aleshores un any a París estudiant amb Binet, Cauchy i altres savis francesos de l'època.
Retornat a Lieja, va ser nomenat professor adjunt de la universitat el 1832 i professor titular el 1837. La seva especialitat va ser la geometria i va basar les seves classes en les obres de Monge.
El 1855 va ser escollit membre titular de l'Acadèmia Reial de Ciències de Bèlgica.
La seva obra més important és la Mémoire sur une nouvelle méthode d'application de la géométrie descriptive à la recherche des propriétés de l'étendue, publicada el 1855. Però també va fer algun treball de mecànica racional i càlcul diferencial que va ser publicat el 1868 després de la seva mort pel seu deixeble François Folie.